# جامع صلاح الدين
جامع صلاح الدين أحد جوامع صنعاء، من المساجد العامرة في علو صنعاء في الجهة الشرقية بالقرب من الميدان عمره الإمام صلاح الدين محمد في النصف الأخر من القرن الثامن وتوفي سنة 793 وقرة بجوار هذا المسجد مع ابنه الإمام المنصور علي بن محمد المتوفى سنة 840 وحفيده الإمام الناصر محمد بن المنصور المتوفى سنة 840 وزوجة الإمام صلاح الدين السيدة فاطمة بنت الأمير الأسد بن إبراهيم الكردي وهي أم ولده علي ومن محاسنها عمارة مسجد الابهر حسبما تقدم وممن قبر في قبة الإمام صلاح الدين الإمام الناصر بن محمد بن الناصر بن احمد بن الإمام الإصر احمد بن الإمام الهادي يحيى..الخ وتوفي سنة 867 وهو والد الإمام محمد بن الناصر المقبور في قبة القاسمي وفي هذه القبة قبور آخرين من أقارب الإمام صلاح الدين وشيعته وعلى كيل قبر لوح فيه اسم صاحب القبر وتاريخ وفاته
أما منارة المسجد فمن محاسن الوزير سنان باشا في أول القرن الحادي عشر كما هو مذكور في اللوح الأبيض المنصوب بجدار المنارة فوق الباب ومن محاسن الشيخ حسن بن محمد الشاطبي عمارة الزيادة في مسجد صلاح الدين وهي زيادة نافعة عمرها في سنة 1128 وحسن المسجد تحسينا ظاهرا كما هو مذكور في جدار المسجد من داخل كتابة بالجص وقد أرخ له بعض الأدباء في جملة أبيات مكتوبة في جدار المسجد والتاريخ في قولة

## انظر ايضا
- جامع فروة بن مسيك
- جامع قبة المتوكل
- جامع قبة المهدي